# Grande-Anse
Grande-Anse è un villaggio del Canada, situato nella provincia del Nuovo Brunswick.